# تونی موسانته
تونی موسانته (انگلیسی: Tony Musante; ۳۰ ژوئن ۱۹۳۶ – ۲۶ نوامبر ۲۰۱۳) هنرپیشه اهل ایالات متحده آمریکا بود. وی بین سال‌های ۱۹۵۶ تا ۲۰۱۳ میلادی فعالیت می‌کرد.
از فیلم‌هایی که وی در آن نقش داشته‌است می‌توان به توما، کارآگاه، سرباز حرفه‌ای، دام، شب مال ماست، اندوهی به وسعت اقیانوس و محوطه اشاره کرد.